# Xenapamea pacifica
Xenapamea pacifica är en fjärilsart som beskrevs av Shigero Sugi 1970. Xenapamea pacifica ingår i släktet Xenapamea och familjen nattflyn. Inga underarter finns listade i Catalogue of Life.